# Raphael Schall

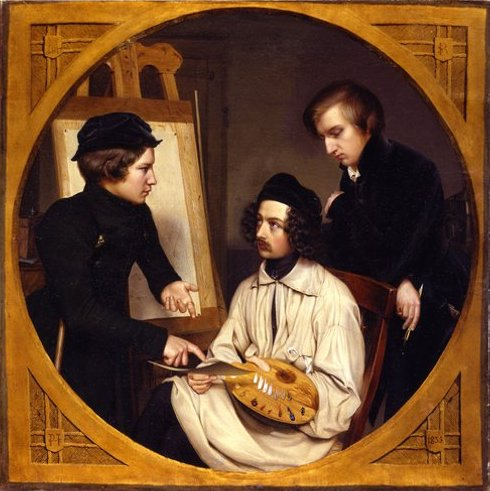
Drei schlesische Maler, 1835, Alte Nationalgalerie: Philipp Hoyoll (links), Raphael Schall (Mitte) und Amand Pelz (rechts) auf einem gemeinsam gemalten Freundschaftsbildnis

Raphael Joseph Albert Schall (* 27. Dezember 1814 in Breslau, Provinz Schlesien; † 18. August 1859 ebenda) war ein deutscher nazarenischer Historien-, Kirchen- und Porträtmaler der Düsseldorfer Schule.

## Leben

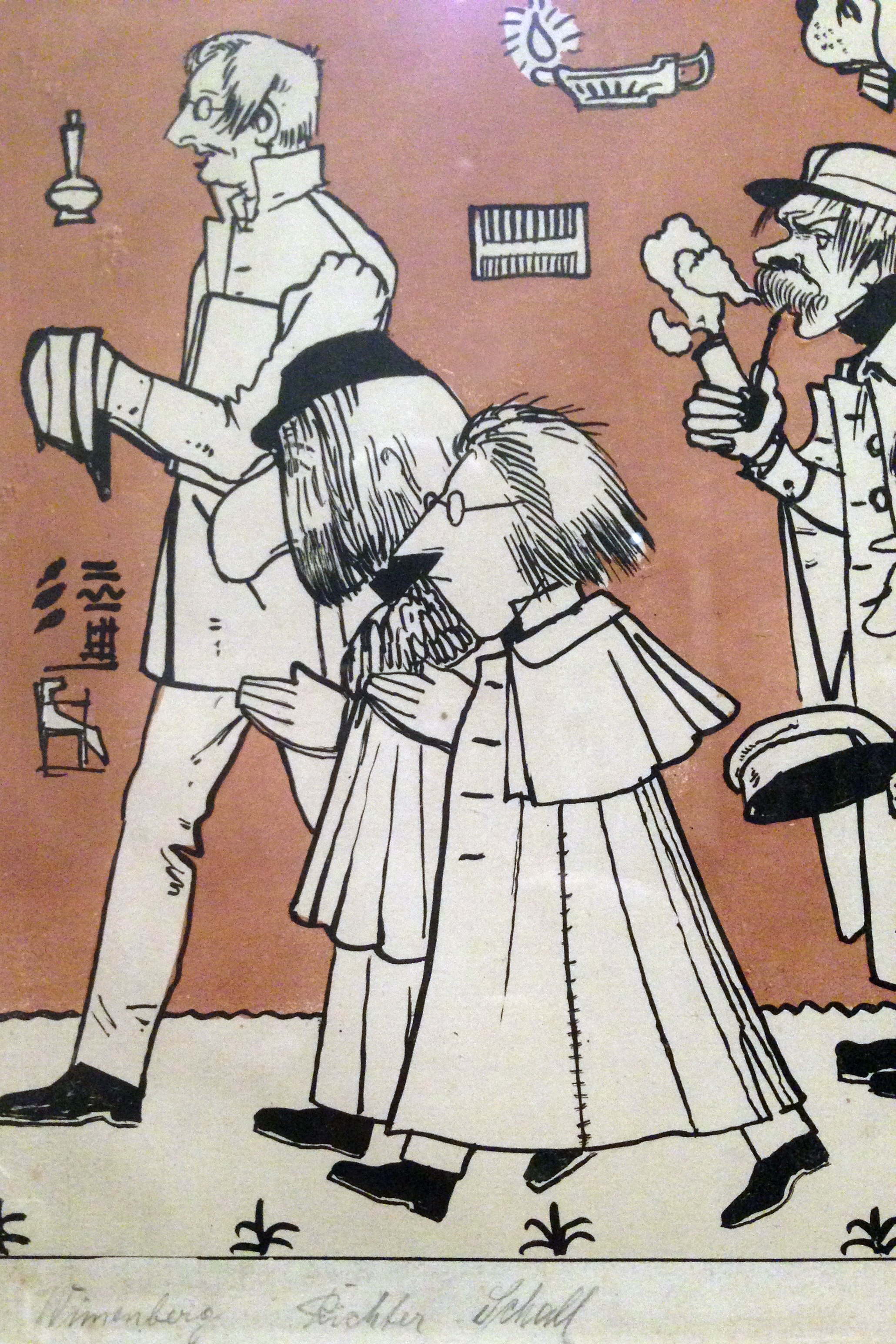
Schall in Mantel mit Pelerine im „Zug der Düsseldorfer Künstler“ (Ausschnitt), Karikatur von Andreas Achenbach, 1837

Erste Unterweisungen in der Malerei erhielt Schall von seinem Vater Joseph Schall, der Lithograf, Aquarell- und Miniaturmaler sowie Zeichenlehrer am Breslauer Matthias-Gymnasium war. Bereits als Zwölfjähriger nahm er an der Breslauer Kunstausstellung 1827 teil. Zusammen mit seinen Freunden Philipp Hoyoll und Amand Pelz studierte Schall dann an der Königlichen Kunstschule zu Breslau beim Porträtmaler Johann Heinrich Christoph König. Nach einem kurzen Aufenthalt an der Königlichen Akademie der Künste in Berlin (1833), wo sein Freund Adolph Menzel studierte, wechselten die drei Malerfreunde an die Kunstakademie Düsseldorf. Dort besuchten sie gemeinsam die Klasse von Karl Ferdinand Sohn. 1837 bis 1841 war Schall Schüler bei Wilhelm Schadow, dem Direktor der Akademie, unter dessen Einfluss er sich der religiösen Malerei nazarenischer Prägung zuwandte. 1840 malte Schall das Altarbild Christus den Kelch segnend, 1841 das Altarbild Himmelskönigin. Der Kunstverein für die Rheinlande und Westfalen stiftete das erste Bild der Dorfkirche zu Bockhorst (Westfalen) und das zweite Bild einer Kirche in Rellinghausen. In dieser Zeit beteiligte sich Schall auch an Ausstellungen (1841: Frankfurter Kunstverein und Leipziger Kunstausstellung; 1842 und 1844: Berliner akademische Kunstausstellung). 1842 erhielt er einen Auftrag der preußischen Königin Elisabeth zur Ausschmückung der Kapelle von Schloss Stolzenfels. Das Gemälde brachte ihm ein Stipendium des preußischen Staats ein, das ihn 1844/1845 zur Weiterbildung als Historien- und Kirchenmaler nach Italien führte. Dort malte er das Historienbild Der lieben heiligen Elisabeth von Thüringen Abschied von ihrem Gemahl Landgraf Ludwig dem Heiligen im Jahre 1227, ein Hauptwerk, das verschollen ist. Nach Rückkehr aus Italien erhielt er einen Auftrag zu Fresken-Dekorationen im Schloss Stolzenfels. Dann kehrte er nach Breslau zurück, wo er 1846 Elisabeth Hamacher heiratete, die Schwester des Düsseldorfer Malers Theodor Hamacher, mit dem er 1851 die Wandfresken der Auferstehungskapelle im Breslauer Dom gemeinsam restaurierte. Beide Maler wurden von dem Breslauer Domherrn und späteren Bischof Heinrich Förster in besonderem Maße gefördert; vor allem ihre Bilder fanden Eingang in seine Sammlung. 1935 widmete das Schlesische Museum der Bildenden Künste Schall eine Sonderausstellung.

## Werke (Auswahl)

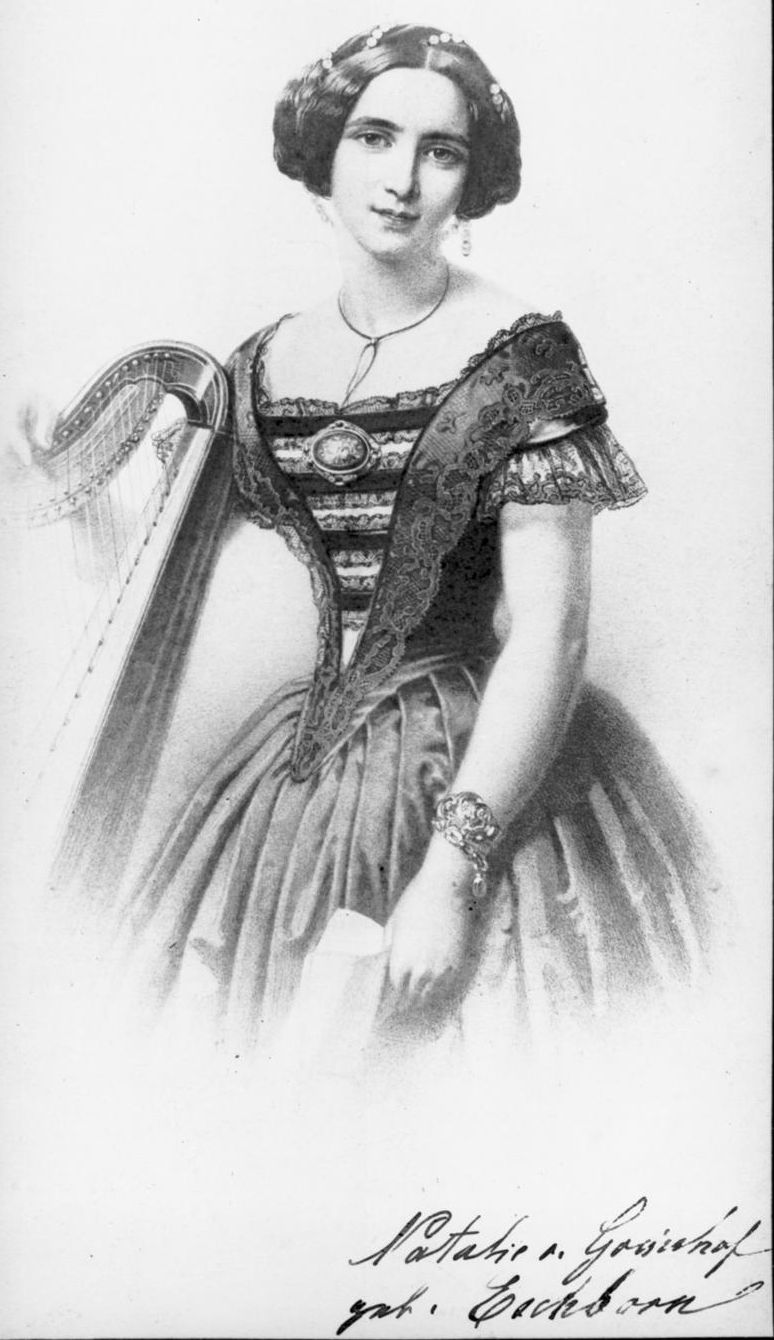
Porträt der Opernsängerin Natalie Eschborn

Als Kirchenmaler der Diözese Breslau schuf Schall eine Vielzahl von Altarbildern und Kreuzwegstationen, gelegentlich auch Wandmalereien. Sein Werk ist weitgehend verschollen. Konvolute von Zeichnungen finden sich im Breslauer Diözesanmuseum, in den Nationalmuseen von Warschau und Breslau, in Letzterem auch eine Abschrift des Tagebuchs seiner italienischen Reise.
- Doppelbildnis der Breslauer Jugendfreunde Robert Eitner und Albert Korneck, 1833
- Zusammen mit Philipp Hoyoll und Amand Pelz: Drei schlesische Maler. Freundschaft- und Atelierbild von Philipp Hoyoll (links vor der Staffelei, gemalt von Schall), Amand Pelz (in der Mitte mit Palette, gemalt von Hoyoll) und Raphael Schall (rechts mit Zeichenstift, gemalt von Pelz), 1835, Nationalgalerie Berlin[3][4]
- Madonna mit dem schlafenden Kinde, 1837
- Christnacht, 1837[5]
- Christus den Kelch segnend, Altarbild 1840, seit 1847 in der Dorfkirche Bockhorst, heute an der Wand des Hauptschiffes[6]
- Himmelskönigin, Altarbild, 1841
- Elisabeth Hamacher, Bildnis der Braut, 1843
- Stadt- und Pfarrkirche Habelschwerdt: Gemälde des Hauptaltars mit dem Kirchenpatron St. Michael, 1845
- Der lieben heiligen Elisabeth von Thüringen Abschied von ihrem Gemahl Landgraf Ludwig dem Heiligen im Jahre 1227, 1844/1845
- Marien Verkündigung
- Zusammen mit Theodor Hamacher: Wandfresken in der Auferstehungskapelle im Breslauer Dom, 1851
- Natalie Eschborn, 1850er Jahre